# Simon Nagel
Simon Nagel (født 5. juli 1985 i Maribo) er en dansk tidligere fodboldspiller, der stoppede karriere i september 2017, efter at have spillet otte kampe for Kjellerup IF i den danske 2. division.

## Klubkarriere
Nagel fik sin fodboldopdragelse hos Maribo Boldklub og senere Nykøbing Falster Alliancen. 

### Silkeborg IF
I sommeren 2004 skiftede han til Silkeborg IF. Nagel spillede sin første kamp i Superligaen, da han 24. oktober 2004 blev indskiftet i Silkeborgs kamp på udebane mod OB. Da Silkeborg efter sæsonen 2006-07 rykkede ud af den bedste danske række forlod Nagel klubben på en "fri transfer", på grund af han havde en nedrykningsklausul i kontrakten. Han nåede i alt at spille 83 superligakampe og score 7 mål for Silkeborg.

### Viborg FF
Efter bruddet med Silkeborg skiftede Nagel til naboklubben Viborg FF. Her underskrev han i maj 2007 en 3-årig aftale gældende fra 1. juli 2007. Viborg rykkede i den efterfølgende ud af Superligaen, efter at klubben var blevet nummer 11 i Superligaen 2007-08, og Simon Nagel benyttede sig endnu engang af en nedrykningsklausul i sin kontrakt, og han forlod klubben i sommeren 2008. Han spillede 29 af klubbens 33 kampe i Superligaen.

### AC Horsens
AC Horsens blev næste stop for Nagel, da han efter opholdet i Viborg underskrev en 2½-årig kontrakt med Horsens. Efter et ophold på 2½ år i AC Horsens forlod Nagel i december 2010 klubben, da han ikke fik sin kontrakt forlænget. Inden da nåede han dog den tvivlsomme ære at blive den første spiller til at rykke ud af Superligaen 3 år i træk, hvoraf han som følge har fået kælenavnet "Nedrykker Nagel".

### FC Hjørring
I november 2010 underskrev Simon Nagel en 2-årig kontrakt med FC Hjørring gældende fra. 1. januar 2011. Efter en blandet forårssæson, med blandt andet et trænerskifte, valgte Nagel i starten af september 2011 at købe sig selv fri af kontrakten med Hjørring.

### Viborg FF
Efter bruddet med FC Hjørring i efteråret 2011, underskrev Simon Nagel i starten af januar 2012 en kontrakt med sin tidligere klub Viborg FF. Aftalen er gældende indtil 30. juni 2014.
Simon spillede i alt 95 kampe for klubben, scorede 11 mål samt lagde 11 assist, inden han skiftede til Vejle Boldklub i sommeren 2014.

### Vejle Boldklub
I vintertransferen 2014 skrev Simon under på en treårig kontrakt med Vejle Boldklub, som først var gældende fra sommeren 2014. Simon Nagel tiltrådte ved første træning efter ferien den 29. juni 2014 og fik trøje nummer 10 i Nørreskoven.
Han har udmærket sig ved at score et par fantastiske frisparksmål i sin tid i Vejle Boldklub og anses for at være en af landets bedste frisparksskytter.
Efter en sæson uden meget spilletid forlod Nagel Vejle Boldklub ved kontraktudløb i sommeren 2017.

### Kjellerup IF
Den 21. juli 2017 skiftede Nagel til den danske 2. divisionsklub Kjellerup IF. Han fik sin debut for Kjellerup i første runde af 2. division 2016-17 den 4. august, hvor han samtidig scorede to mål, hvilket var medvirkende til, at Kjellerup vandt 2-1 hjemme over Odder IGF. 30. september 2017 meddelte han at karrieren med divisionsfodbold var forbi, da det ikke kunne passe ind i en presset hverdag.

## Landsholdskarriere
Han fik sin debut i landsholdssammenhæng den 15. februar 2005 for det danske U/20-landsholdet, da han erstattede Jeppe Brandrup i et 1-0-nederlag til Rusland i en international turnering. Ved selvsamme turnering blev det til yderligere en optræden, som Danmark tabte 3-0 til Portugal. Her startede han til gengæld inde og spillede alle 90 minutter, hvilket også blev den sidste optræden på U/20-landsholdet.
Han spillede desuden en kamp for U/21-landsholdet, da han startede inde og spillede de første 46 minutter, inden han blev erstattet af Morten Rasmussen i et 3-2-nederlag til Schweiz i en venskabskamp på Sydbank Park.